# قره بوته
قره بوته، روستایی از توابع نیک پی شهرستان زنجان در استان زنجان ایران است و نیز مرکز دهستان دهستان چایپاره بالا است.قره بوته بزرگترین روستاهای استان زنجان محسوب می شود.قره بوته از امتیاز والایی برخوردار است تا به شهر تبدیل شود.
اهالی قره بوته بسیار مهمان نواز و خوش اخلاق هستند و از گردشگران حمایت کرده و مکان های دیدنی بسیار زیبایی دارد.

## جمعیت
این روستا از توابع شهرستان زنجان و از توابع بخش زنجانرود است قرار دارد و براساس سرشماری مرکز آمار ایران در سال ۱۴۰۱، جمعیت 8000 نفر 3500خانوار) بوده‌است.